# Sikorsky/Westland Sea King
Sea King är en helikopter som konstruerades av Sikorsky på 1950-talet. Den har licenstillverkats i flera länder; Storbritannien (Westland), Italien (Agusta), Japan (Mitsubishi) och Kanada (United Aircraft) och exporterats till ännu fler.

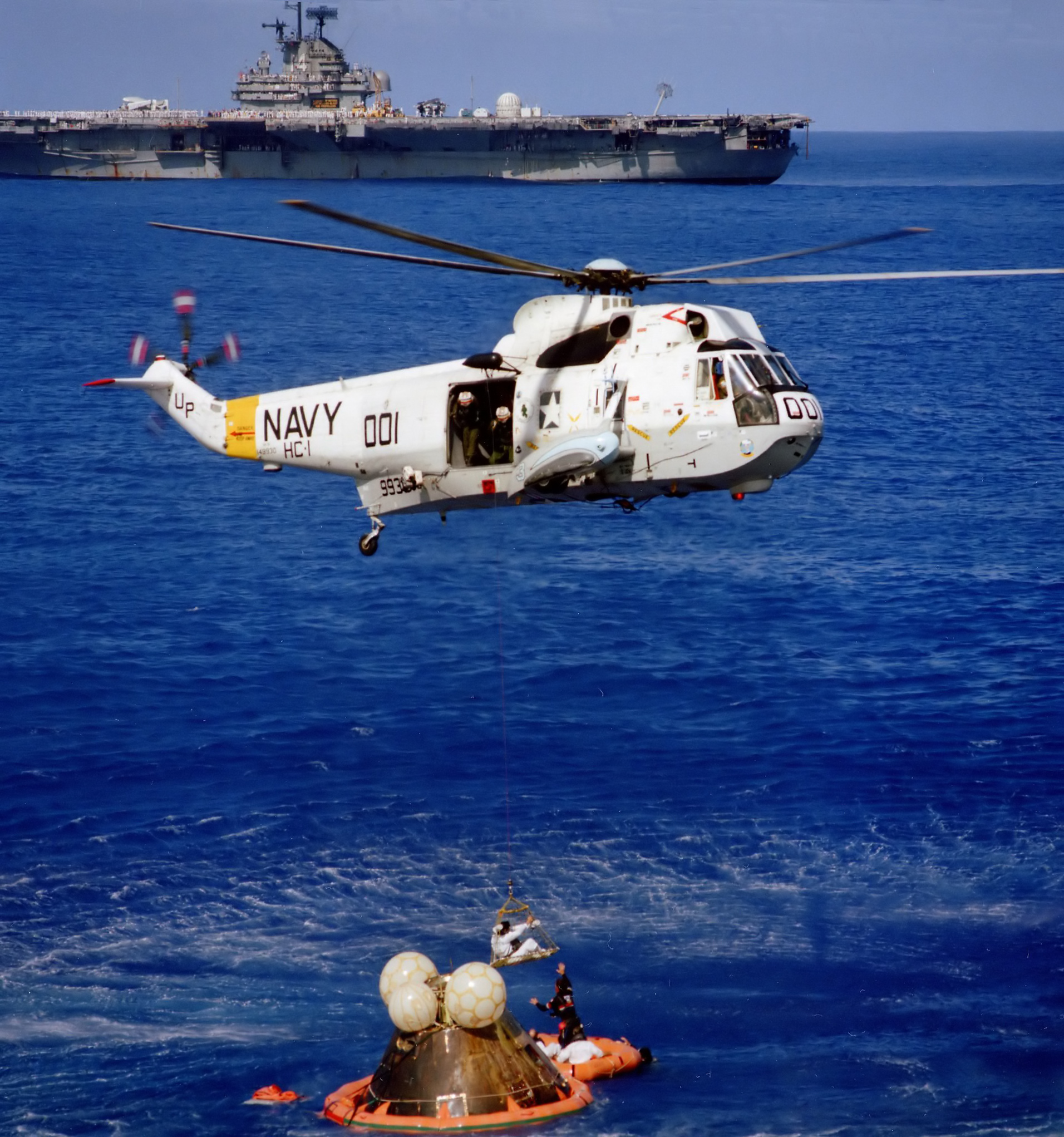
En SH-3A bärgar besättningen från rymdkapseln Apollo 17.

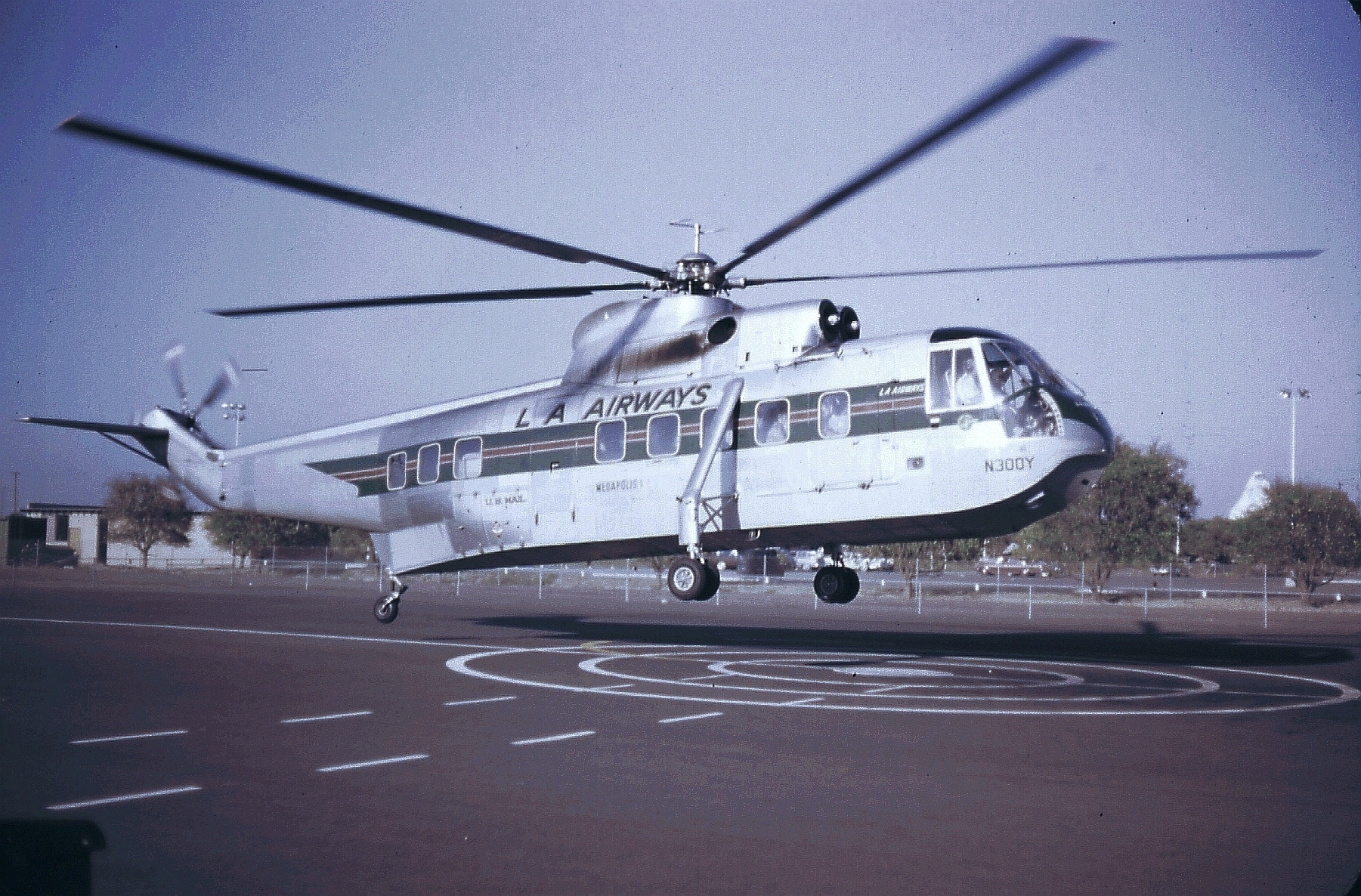
En tidig S-61L från Los Angeles Airways startar från Disneyland.

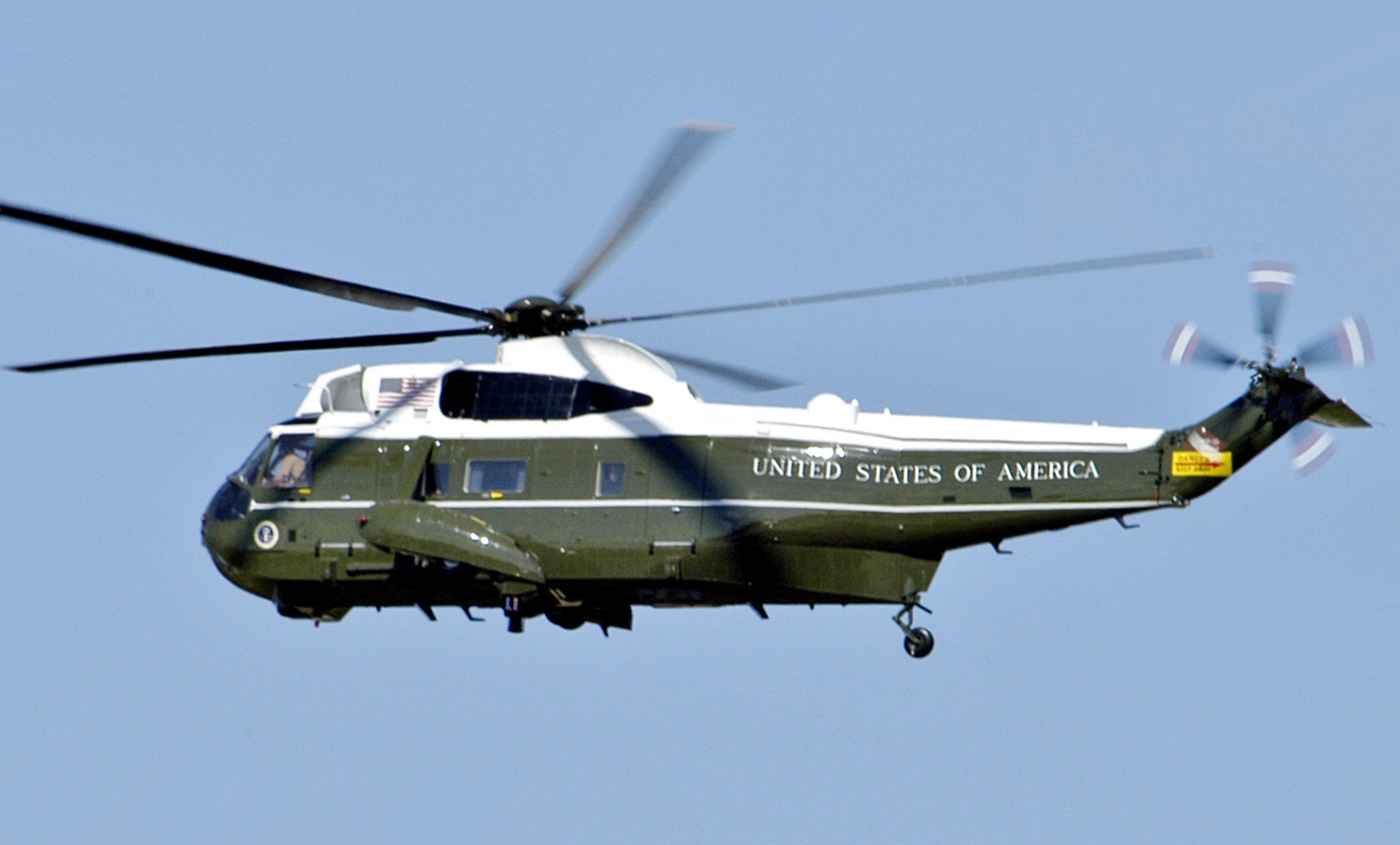
En VH-3D från marinkårens första helikopterdivision. Med USA:s president ombord har helikoptern automatiskt anropssignalen ”Marine One”.

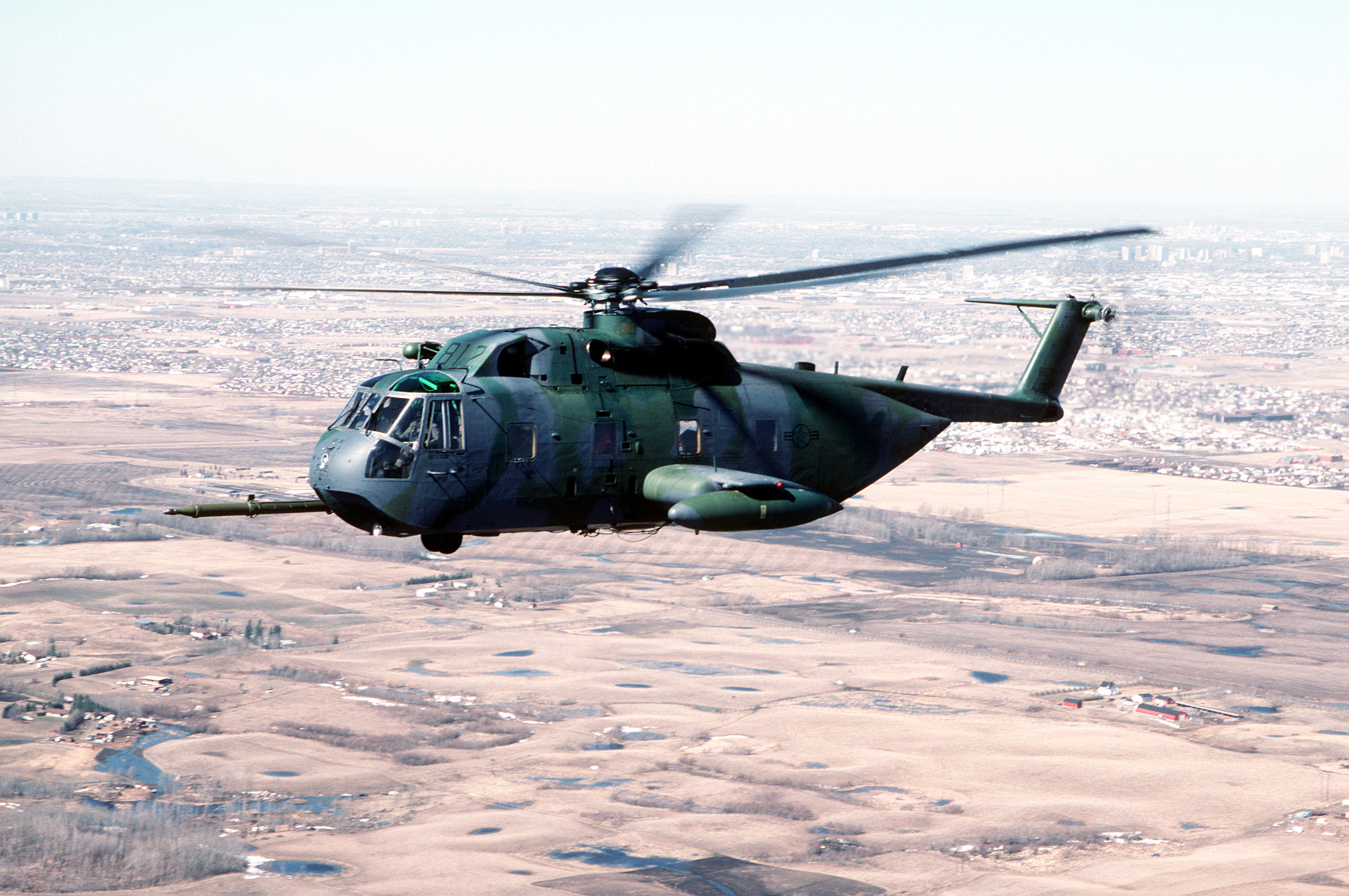
HH-3E Jolly Green Giant var en av de första helikoptrarna som kunde lufttankas. Lufttankningsbommen är lång och placerad långt ner för att rotorbladen inte ska vara i vägen vid lufttankning.

## Historia
1957 fick Sikorsky ett kontrakt på en ubåtsjakthelikopter för USA:s flotta. Helikoptern skulle kunna flyga i alla väder, landa på vatten och vara kompakt nog att kunna användas från större krigsfartyg. Prototypen flög första gången 11 mars 1959 och serieproduktionen inleddes i september 1961. En av de första helikoptrarna som levererades till flottan satte 5 februari 1962 hastighetsrekord för helikoptrar med 339 km/h.
Konstruktionen var så lyckad att Sikorsky snart började utveckla en kommersiell modell kallad S-61L med förlängd flygkropp och säten för 30 passagerare, men utan flottörer. Första kunden var Los Angeles Airways som satte in den i trafik 11 mars 1962. I augusti samma år lanserades S-61N som var en marin version utvecklad för oljebranschen och som hade flottörer i likhet med de militära modellerna.
1963 började man på eget initiativ att konstruera en mer arméanpassad variant av Sea King som i stället för amfibiskt skrov hade en mer droppformad flygkropp med en lastramp i aktern. Lastrampen gjorde att helikoptern fick noshjul i stället för sporrhjul vilket också medförde att huvudstället flyttades längre bak. Modellen som Sikorsky kallade S-61R köptes in av USA:s flygvapen och fick där beteckningen CH-3C.

### Vietnamkriget
Flottans SH-3 var i första hand ubåtsjakthelikoptrar. Eftersom Nordvietnam inte hade några ubåtar användes de i stället för flygräddning. Hangarfartygen hade ständigt en Sea King i luften för att plocka upp nödställda besättningar.
Även USA:s flygvapen använde Sea King för flygräddning, fast då i första hand över land. De första modellerna CH-3C och CH-3E visade sig vara sårbara för eld från finkalibriga vapen vilket ledde till att modellen HH-3E Jolly Green Giant byggdes med pansarskydd och kulsprutebeväpning. Sommaren 1967 blev två HH-3E de första helikoptrar som flög non-stop över Atlanten, något som var möjligt tack vare förmågan att lufttanka.

### Falklandskriget
När Falklandskriget bröt ut i april 1982 fann Royal Navy att de saknade flera viktiga förmågor som krävdes för att utkämpa ett krig långt från brittiska öarna, bland annat saknades AEW-förmåga. Den uppgiften hade tidigare lösts av Fairey Gannet-flygplan, men efter HMS Hermes ombyggnad 1981 hade man inte längre något hangarfartyg som kunde operera större flygplan än Harrier och helikoptrar. Därför konverterades snabbt en handfull Sea King HAS.2 med en stor Thorn-EMI Searchwater-radar i en uppfällbar ”kittel” på styrbords sida för att kunna upptäcka fartyg och flygplan bortom ytfartygens begränsade radarhorisont.
Även vanliga Sea Kings tjänstgjorde från olika fartyg under Falklandskriget. Fem av den förlorades varav tre tvingades nödlanda på vattnet till följd av mekaniska fel. En landade i Punta Arenas i Chile och sprängdes därefter av sin besättning. Officiellt hade de flugit vilse, men det är troligare att de landsatte soldater ur Special Air Service på argentinskt territorium inom ramen för Operation Mikado. En tippade över kanten av flygdäcket på HMS Intrepid efter att ha kolliderat med en fågel under landningen. 22 man följde med helikoptern i djupet.

## Konstruktion
När Sea King konstruerades var det en ny idé att montera motorerna ovanför kabinen framför växellådan. Sea King var också den första helikoptern med fembladig rotor och först med en autopilot kopplad till en radarhöjdmätare med dopplermätare vilket gjorde det möjligt att hovra över en fix position oavsett vind.
Sea King är konstruerad för att kunna landa på vattnet. En flottör på vardera sidan ger helikoptern tillräcklig stabilitet att flyta upprätt även med motorerna avstängda, i alla fall i lugnt väder. Skrovet har en tydlig båtform undertill. Även S-61R kan i teorin landa på vattnet, men stubbvingarna ger inte samma stabilitet som flottörer och lastrampen är normalt inte vattentät.

SH-3 Sea King
S-61L med förlängd kabin
Westland Sea King
S-61R

## Varianter

### Sikorsky
USA:s väpnade styrkor använder grundbeteckningen H-3 för alla modeller av Sea King. Första bokstaven betecknar användningsområde och sista bokstaven betecknar modell. Se även Lista över flygplans- och helikopterbeteckningar#Amerikanska beteckningar. Sikorskys motsvarande beteckning är S-61 med en efterföljande bokstav för att beteckna modell.
- SH-3A – Ubåtsjakthelikopter byggd för USA:s flotta. 245 byggda.
- HH-3A – Sjöräddningshelikopter byggd för USA:s flotta. 12 konverterade från SH-3A.
- CH-3A – Transporthelikopter byggd för USA:s flygvapen.
- RH-3A – Helikopter för minsvepning. Nio ombyggda från SH-3A.
- VH-3A – VIP-transport bland annat använd som transportmedel för USA:s president. Åtta byggda. Ersatt av VH-3D.
- CH-3B – Transporthelikopter byggd för USA:s flygvapen.
- SH-3D – Ubåtsjakthelikopter. 73 byggda och två konverterade från SH-3A.
- VH-3D – VIP-transport för U.S. Marine Corps, 11 byggda. Togs i bruk 1976. Används bland annat som transportmedel för USA:s president, då benämnd som ”Marine One”.
- SH-3G – Ubåtsjakthelikopter. 105 konverterade från SH-3A och SH-3D.
- SH-3H – Ubåtsjakthelikopter.
- CH-3C – Transporthelikopter byggd för USA:s flygvapen med lastramp i aktern och utan flotörer. Motsvarar S-61R.
- CH-3E – CH-3C med kraftigare motorer.
- HH-3E – Även kallad Jolly Green Giant. Femtio CH-3E ombyggda till räddningshelikoptrar med lufttankningsbom, extra pansarskydd och kulsprutor.
- MH-3E – Motsvarande helikopter byggd för att transportera specialförband.
- HH-3F – Motsvarande modell tillverkad för USA:s kustbevakning.
- S-61A – Räddningshelikopter tillverkad för Danmarks flygvapen med större bränslekapacitet.
- S-61B – Ubåtsjakthelikopter tillverkad för Japans marina självförsvarsstyrkor.
- S-61D – Exportversion för Brasilien och Argentina.
- S-61L – Passagerarhelikopter med förlängd kabin och upp till 30 säten.
- S-61N – Civil amfibisk transporthelikopter.
- S-61R – Transporthelikopter med lastramp i aktern och droppformad flygkropp. Konstruktionen liknar den större Sikorsky S-65.
- S-61T – Kraftigt moderniserad version med rotorblad i komposit, modernare avionik och nya motorer.

### Westland

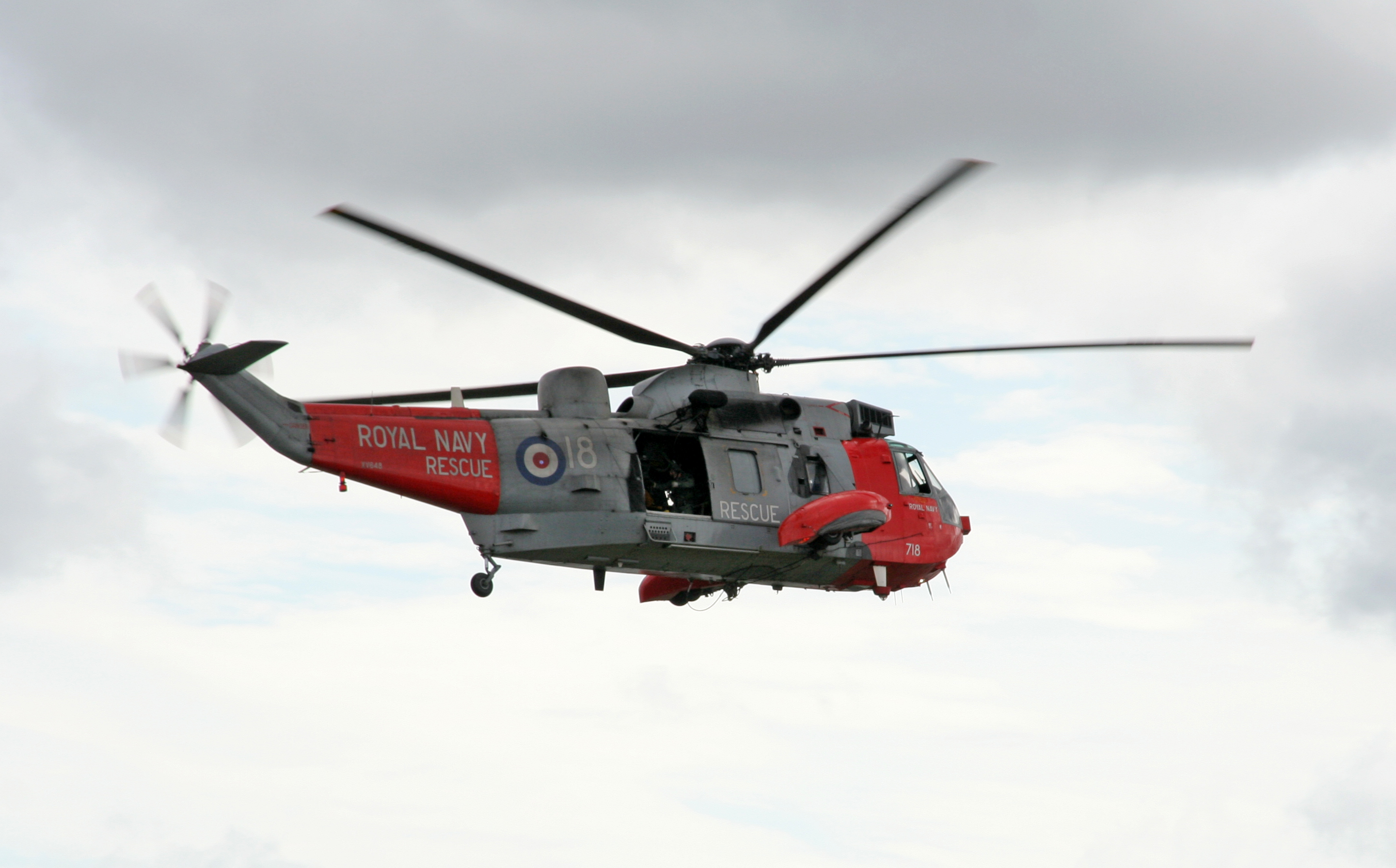
En räddningshelikopter från Royal Air Force. Här syns radarns ovanliga placering på stjärtbommens ovansida som är typisk för brittisk-tillverkade Sea Kings.

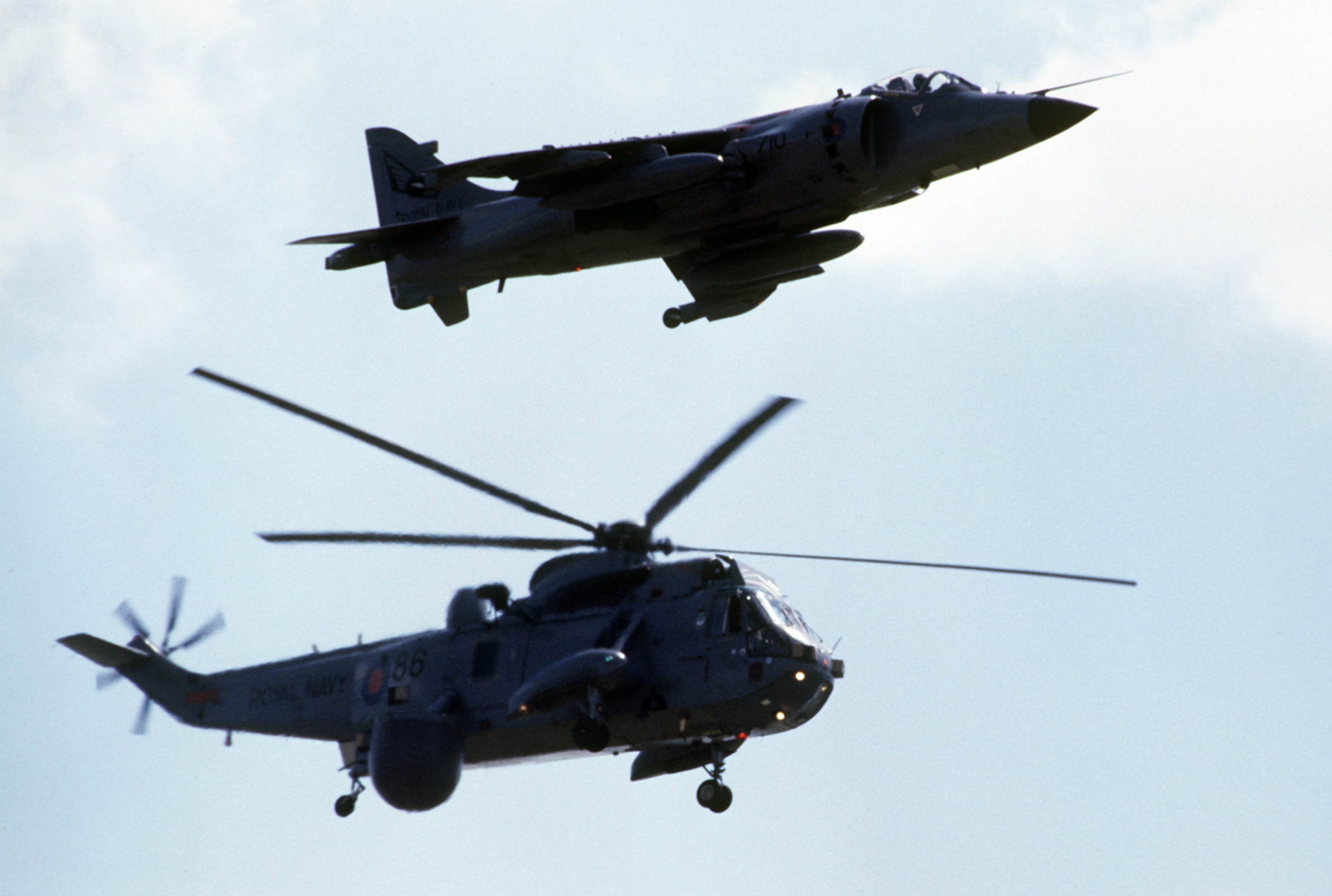
En Sea King AEW.2 med radarn i nedfällt läge. Ovanför en Sea Harrier FRS.1.

Storbritanniens försvarsmakt har ingen grundbeteckning utan använder namnet Sea King följt av en funktions- och versionsbeteckning. Se även Lista över flygplans- och helikopterbeteckningar#Brittiska beteckningar. Westland Helicopters beteckning är bara Sea King följt av ett modellnummer (Mk). Westland Commando är en transporthelikopter tillverkat för export och motsvaras av HC.4.
- Sea King HAS.1 – Ubåtsjakthelikopter tillverkad för Royal Navy.
- Sea King HAS.2 – Ubåtsjakthelikopter uppgraderad med nervinschningssystem för säker landning i grov sjögång.
- Sea King AEW.2 – Radarspaningshelikopter med en Thorn-EMI Searchwater-radar snabbt färdigställd för att användas i Falklandskriget.
- Sea King HAR.3 – Räddningshelikopter tillverkad för Royal Air Force.
- Sea King HC.4 – Transporthelikopter tillverkad för Royal Navy. Används för transport och luftlandsättning.
- Sea King HAS.5 – Ubåtsjakthelikopter
- Sea King HAR.5 – Räddningshelikopter tillverkad för Royal Navy.
- Sea King AEW.5 – Radarspaningshelikopter uppgraderad efter erfarenheter från Falklandskriget.
- Sea King HAS.6 – Sista modellen ubåtsjakthelikopter tillverkad för Royal Navy.
- Sea King Mk.41 – Sjöräddningshelikopter tillverkad för Deutsche Marine. 23 byggda.
- Sea King Mk.42 – Ubåtsjakthelikopter tillverkad för Indiska flottan. Motsvarar HAS.1. Tolv byggda.
- Sea King Mk.42A – Ubåtsjakthelikopter tillverkad för Indiska flottan. Motsvarar HAS.2. Tre byggda.
- Sea King Mk.42B – Multirollhelikopter tillverkad för Indiska flottan med möjlighet att bära två stycken Sea Eagle-robotar. 21 byggda.
- Sea King Mk.42C – Sjöräddningshelikopter tillverkad för Indiska flottan.
- Sea King Mk.43 – Räddningshelikopter tillverkad för Norges flygvapen med förlängd kabin. 10 byggda.
- Sea King Mk.43B – Uppgraderad räddningshelikopter för Norges flygvapen med radar och FLIR. Tre nybyggda plus uppgradering av alla Mk.43.
- Sea King Mk.45 – Ubåtsjakthelikopter tillverkad för Pakistans flotta med möjlighet att bära sjömålsroboten Exocet.
- Sea King Mk.47 – Ubåtsjakthelikopter motsvarade HAS.2 tillverkad för Egyptens flotta. Sex byggda.
- Sea King Mk.48 – Räddningshelikopter tillverkad för Belgiens flygvapen.
- Sea King Mk.50 – Ubåtsjakthelikopter tillverkad för Australiens flotta. Motsvarar HAS.2.
- Commando Mk.1 – Transporthelikopter tillverkad för Egyptens flygvapen med förlängd kabin.
- Commando Mk.2 – Uppgraderad transporthelikopter tillverkad för Egyptens flygvapen med kraftigare motorer men utan amfibieförmåga.
- Commando Mk.3 – Marinhelikopter tillverkad för Qatar med radar och möjlighet att bära Exocet-robotar.

### United Aircraft
- CH-124 – Ubåtsjakthelikopter tillverkad på licens av United Aircraft of Canada för Kanadas flotta. 41 byggda.
- CH-124B – Mer modulär version utan dopphydrofon men med fler hydrofonbojar och möjlighet att inredas för trupptransport. Fem konverterade.
- CH-124U – Fyra CH-124 permanent ombyggda för trupptransport.

### Agusta

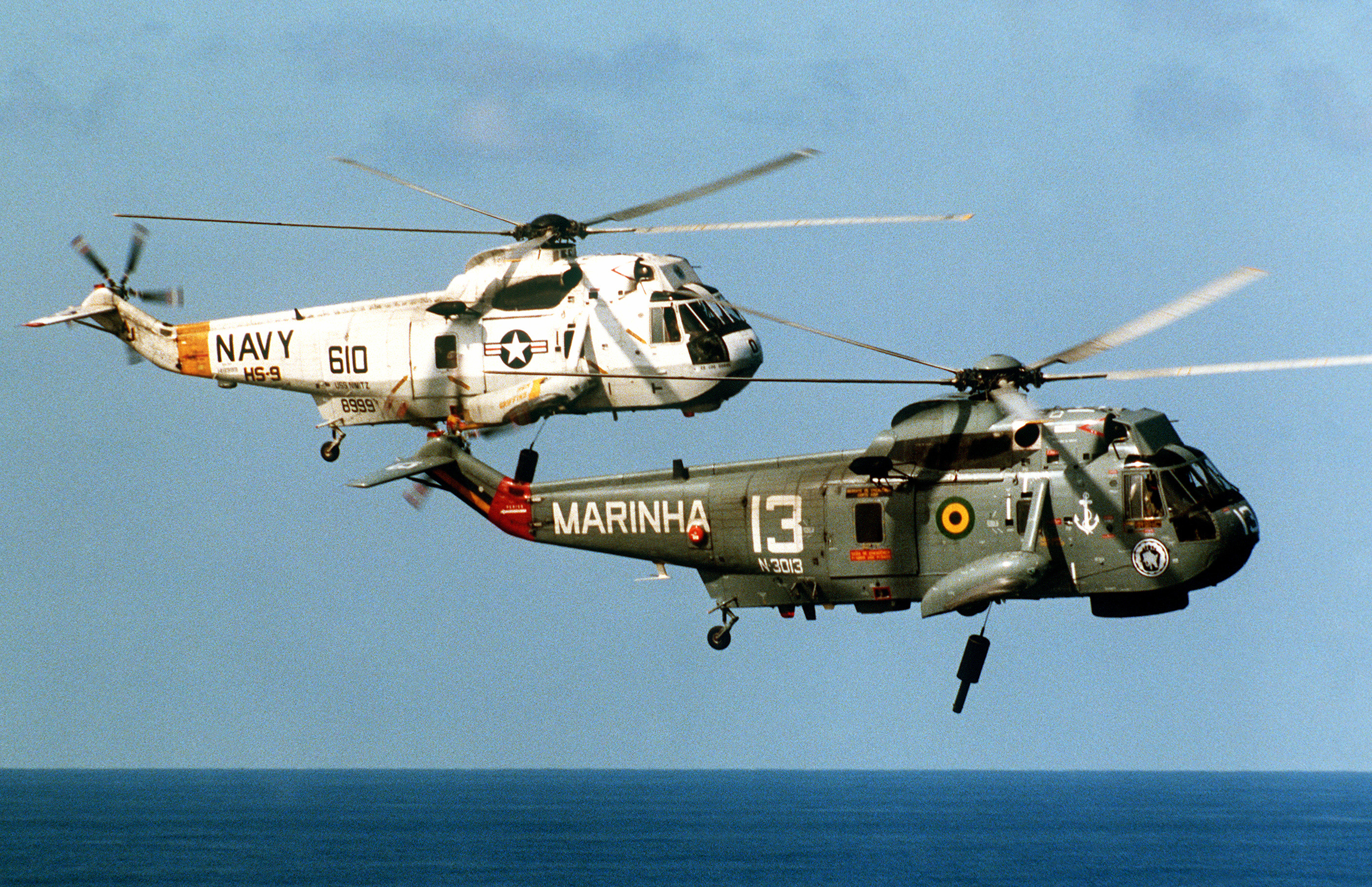
En amerikansk SH-3H och en brasiliansk ASH-3D flyger tillsammans under övningen Topex-87. Den senare är tillverkad av Agusta. Båda har Bendix AN/ASQ-13 dopphydrofoner hängande under sig.

- AS-61 – Civil transporthelikopter tillverkad på licens av Agusta.
- AS-61R – Transporthelikopter motsvarande S-61R med lastramp. 22 tillverkade för Italienska flygvapnet.
- ASH-3A – Militär transporthelikopter tillverkad på licens av Agusta.
- ASH-3D – Ubåtsjakthelikopter tillverkad för Italiens, Brasiliens, Irans, Perus och Argentinas flottor.

### Mitsubishi
- HSS-2 – Ubåtsjakthelikopter tillverkad på licens av Mitsubishi för Japans marina självförsvarsstyrkor. Motsvarar SH-3A. 55 byggda.
- HSS-2A – Ubåtsjakthelikopter tillverkad på licens av Mitsubishi. Motsvarar SH-3D. 28 byggda
- HSS-2B – Ubåtsjakthelikopter tillverkad på licens av Mitsubishi. Motsvarar SH-3H. 23 byggda.

## Användare
- Argentina
  - Argentinska flottan – Fem S-61D, fyra AS-61D och nio f.d. amerikanska SH-3.
  - Argentinska flygvapnet – En S-61N och en S-61R.
- Australiens flotta, 817 Squadron – Sex Westland Sea King Mk.50 (1976–2011)
- Belgiens flygvapen – Fyra Westland Sea King Mk.48
- Brasiliens flotta – Sex S-61D, fyra AS-61D och åtta f.d. amerikanska SH-3.
- Danmarks flygvapen – Nio S-61A (1965–2010)
- Egypten
  -  Egyptens flygvapen – 26 Westland Commando (varav fyra specialutrusade för elektronisk krigföring)
  -  Egyptens flotta – 6 Westland Sea King Mk.47
- Italien
  -  Italiens flotta – 37 Agusta ASH-3D, 16 fortfarande i tjänst.
  -  Italiens flygvapen – 21 Sikorsky HH-3F.
- Indiens flotta – 36 Westland Sea King Mk.42 och ett antal f.d. amerikanska SH-3.
- Iran
  - Islamska republiken Irans flotta – Femton f.d. amerikanska SH-3D.
  - Islamska republiken Irans flygvapen – Två Agusta AS-61A.
- Irland – Sex S-61N opererade av CHC Helicopter för Irlands kustbevakning.
- Japans marina självförsvarsstyrkor – 124 tillverkade av Mitsubishi. Ersatta av SH-60 Seahawk.
- Kanadas flygvapen – 41 CH-124 tillverkade, 27 kvar i tjänst.
- Libanons flygvapen – Tre S-61N
- Malaysias flygvapen – 20 före detta amerikanska SH-3
- Norges flygvapen, 330. skvadron – Tolv Westland Sea King Mk.43
- Pakistans flotta – Sex Westland Sea King Mk.45
- Peruanska flottan – Tre Agusta ASH-3D
- Qatar – Tolv Westland Commando Mk.3
- Saudiarabiens flygvapen – Tre Agusta AS-61
- Sierra Leone – En Westland Commando
- Spaniens flotta 5 Escuadrilla – 10 f.d. amerikanska SH-3H. Tre av dem konverterade till AEW-helikoptrar med samma radar som brittiska Sea King AEW.2
- Storbritannien
  -  Royal Navy – 30 HC.4 och 13 AEW. På väg att ersättas av Merlin.
  -  Storbritanniens flygvapen – 25 Sea King HAR.3
  -  Hennes Majestäts Kustbevakning – Åtta Sikorsky S-61N
  - Empire Test Pilots' School – En Sea King HC.4
- Tunisiens flygvapen – Elva Sikorsky S-61N och en HH-3H
- Venezuelanska flottan – Tre Sikorsky SH-3
- USA
  - USA:s flotta – 318 SH-3 av olika versioner. Ersatta av SH-60 Seahawk.
  - USA:s flygvapen – Runt hundra CH-3 och HH-3 Jolly Green Giant. Ersatta av HH-60 Pavehawk.
  - USA:s kustbevakning – 40 HH-3F Pelican. Ersatta av HH-60 Jayhawk.
  - USA:s utrikesdepartement – 26 nytillverkade Sikorsky S-61T.
  - USA:s marinkår – Ett fåtal VH-3D för tjänstgöring som Marine One.

### Webbkällor
Den här artikeln är helt eller delvis baserad på material från engelskspråkiga Wikipedia, Sikorsky S-61, tidigare version.
Den här artikeln är helt eller delvis baserad på material från engelskspråkiga Wikipedia, Sikorsky S-61R, tidigare version.
Den här artikeln är helt eller delvis baserad på material från engelskspråkiga Wikipedia, Sikorsky SH-3 Sea King, tidigare version.
Den här artikeln är helt eller delvis baserad på material från engelskspråkiga Wikipedia, Westland Sea King, tidigare version.